# Ес-Сувейра (Марокко)
Ес-Сувейра (араб. الصويرة), також Ессауїра, колишній Могадор — портове місто в Марокко на Атлантичному узбережжі 170 км на північ від Агадіра та 170 км на захід від Марракеша. Населення - 70 тис.чол. Риболовецький порт. До міста належить невеликий острів Могадор, чиє ім'я носило місто до визнання незалежності Марокко. Назва Могадор імовірно має португальські коріння.
Медина міста внесена до списку об'єктів Світової спадщини ЮНЕСКО.

## Український слід
В 1867 році сюди прибув відомий дослідник Миклухо-Маклай, який здійснював дослідження губок і мозку хрящових риб. Звідси Миклухо-Маклай розпочав свою дослідницьку пішохідну подорож по Марокко.